# The Back-Up Plan
The Back-Up Plan er en amerikansk romantisk komedie fra 2010 med Jennifer Lopez og Alex O'Loughlin i hovedrollerne. Den havde biografpræmiere i USA den 23. april og blev den kommende weekend USA's mest sete film i biograferne.

## Rolleliste
- Jennifer Lopez - Zoe
- Alex O'Loughlin - Stan
- Michaela Watkins - Mona
- Danneel Harris - Olivia
- Melissa McCarthy - Carol
- Linda Lavin - Nana
- Eric Christian Olsen - Clive
- Anthony Anderson - ´Legepladsfar
- Noureen DeWulf - Daphne
- Rowan Blanchard - Monas datter
- Tom Bosley - Arthur
- Maribeth Monroe - Lori
- Peggy Miley - Shirley
- Jennifer Elise Cox - Babyland pige
- Cesar Millan - sig selv